# Tro Bro Leon de 2023
A 40.ª edição da clássica de ciclismo Tro Bro Leon foi uma corrida na França que se celebrou a 7 de maio de 2023 com início na cidade de Plouguerneau e final na cidade de Lannilis sobre um percurso de 204,1 quilómetros.
A corrida fez parte do UCI ProSeries de 2023, calendário ciclístico mundial de segunda divisão, dentro da categoria UCI 1.pro e foi vencida pelo italiano Giacomo Nizzolo do Israel-Premier Tech. Completaram o pódio, como segundo e terceiro classificado respectivamente, o belga Arnaud De Lie do Lotto Dstny e neerlandês Nils Eekhoff do DSM.

## Equipas participantes
Tomaram parte na corrida 22 equipas: 6 de categoria UCI WorldTeam convidados pela organização, 13 de categoria UCI ProTeam e 3 de categoria Continental. Formaram assim um pelotão de 151 ciclistas dos que acabaram 116. As equipas participantes foram:
| Equipes WorldTeam (6)- AG2R Citroën Team - Cofidis - Groupama-FDJ - Intermarché-Circus-Wanty - Arkéa-Samsic - Team DSM Equipes ProTeam (13)- Bingoal WB - Bolton Equities Black Spoke Pro Cycling - Burgos-BH - Caja Rural-Seguros RGA - Equipo Kern Pharma - Euskaltel-Euskadi - Human Powered Health - Israel-Premier Tech - Lotto Dstny - Q36.5 Pro Cycling Team - Team Flanders-Baloise - TotalEnergies - Uno-X Pro Cycling Team Equipes Continentais (3)- CIC U Nantes Atlantique - Nice Métropole Côte d'Azur - Saint Michel-Mavic-Auber 93 |
| |

## Classificação final
- A classificação finalizou da seguinte forma:[3]

| \| Classificação geral \| Classificação geral \| Classificação geral \| Classificação geral \| Classificação geral \| \| Ciclista \| Ciclista \| Equipe \| Tempo \| \| \| ------------------- \| ------------------- \| --------------------------- \| ------------------- \| ------------------- \| \| 1. \| Giacomo Nizzolo \| Israel-Premier Tech \| 4h50m52s \| \| \| 2. \| Arnaud De Lie \| Lotto Dstny \| + 0s \| \| \| 3. \| Nils Eekhoff \| Team DSM \| + 0s \| \| \| 4. \| Eddy Finé \| Cofidis \| + 0s \| \| \| 5. \| Rasmus Tiller \| Uno-X Pro Cycling Team \| + 0s \| \| \| 6. \| Clément Venturini \| AG2R Citroën Team \| + 0s \| \| \| 7. \| Laurent Pichon \| Arkéa-Samsic \| + 0s \| \| \| 8. \| Florian Vermeersch \| Lotto Dstny \| + 5s \| \| \| 9. \| Thomas Gachignard \| Saint Michel-Mavic-Auber 93 \| + 5s \| \| \| 10. \| Samuel Watson \| Groupama-FDJ \| + 5s \| \| |                    |                             |          |
| |                    |                             |          |
| Fonte: ProCyclingStats |                    |                             |          |
| Classificação geral |                    |                             |          |
| Ciclista | Ciclista           | Equipe                      | Tempo    |
| 1. | Giacomo Nizzolo    | Israel-Premier Tech         | 4h50m52s |
| 2. | Arnaud De Lie      | Lotto Dstny                 | + 0s     |
| 3. | Nils Eekhoff       | Team DSM                    | + 0s     |
| 4. | Eddy Finé          | Cofidis                     | + 0s     |
| 5. | Rasmus Tiller      | Uno-X Pro Cycling Team      | + 0s     |
| 6. | Clément Venturini  | AG2R Citroën Team           | + 0s     |
| 7. | Laurent Pichon     | Arkéa-Samsic                | + 0s     |
| 8. | Florian Vermeersch | Lotto Dstny                 | + 5s     |
| 9. | Thomas Gachignard  | Saint Michel-Mavic-Auber 93 | + 5s     |
| 10. | Samuel Watson      | Groupama-FDJ                | + 5s     |

## Ciclistas participantes e posições finais
| Arkéa-Samsic ARK | Arkéa-Samsic ARK      | Arkéa-Samsic ARK |
| ---------------- | --------------------- | ---------------- |
| Num              | Ciclista              | Pos              |
| 1                | Hugo Hofstetter (FRA) | 23.              |
| 2                | Jenthe Biermans (BEL) | DNF              |
| 3                | Kévin Ledanois (FRA)  | DNF              |
| 4                | Matis Louvel (FRA)    | 80.              |
| 5                | Daniel McLay (GBR)    | DNF              |
| 6                | Élie Gesbert (FRA)    | 27.              |
| 7                | Laurent Pichon (FRA)  | 7.               |

| Lotto Dstny LTD | Lotto Dstny LTD          | Lotto Dstny LTD |
| --------------- | ------------------------ | --------------- |
| Num             | Ciclista                 | Pos             |
| 11              | Arnaud De Lie (BEL)      | 2.              |
| 12              | Cedric Beullens (BEL)    | 94.             |
| 13              | Frederik Frison (BEL)    | 53.             |
| 14              | Jasper De Buyst (BEL)    | 79.             |
| 15              | Jarne Van De Paar (BEL)  | DNF             |
| 16              | Brent Van Moer (BEL)     | 20.             |
| 17              | Florian Vermeersch (BEL) | 8.              |

| AG2R Citroën Team ACT | AG2R Citroën Team ACT   | AG2R Citroën Team ACT |
| --------------------- | ----------------------- | --------------------- |
| Num                   | Ciclista                | Pos                   |
| 21                    | Stan Dewulf (BEL)       | 21.                   |
| 22                    | Lawrence Naesen (BEL)   | DNF                   |
| 23                    | Pierre Gautherat (FRA)  | DNF                   |
| 24                    | Oliver Naesen (BEL)     | 45.                   |
| 25                    | Antoine Raugel (FRA)    | 36.                   |
| 26                    | Bastien Tronchon (FRA)  | 56.                   |
| 27                    | Clément Venturini (FRA) | 6.                    |

| Team DSM DSM | Team DSM DSM         | Team DSM DSM |
| ------------ | -------------------- | ------------ |
| Num          | Ciclista             | Pos          |
| 32           | Pavel Bittner (CZE)  | DNF          |
| 33           | Sean Flynn (GBR)     | 34.          |
| 34           | Lorenzo Milesi (ITA) | 58.          |
| 35           | Nils Eekhoff (NED)   | 3.           |
| 36           | Leon Heinschke (GER) | DNF          |
| 37           | Tim Naberman (NED)   | DNF          |

| Groupama-FDJ GFC | Groupama-FDJ GFC      | Groupama-FDJ GFC |
| ---------------- | --------------------- | ---------------- |
| Num              | Ciclista              | Pos              |
| 41               | Samuel Watson (GBR)   | 10.              |
| 42               | Lewis Askey (GBR)     | 16.              |
| 43               | Olivier Le Gac (FRA)  | 19.              |
| 44               | Paul Penhoët (FRA)    | 84.              |
| 45               | Laurence Pithie (NZL) | 43.              |
| 46               | Bram Welten (NED)     | 30.              |
| 47               | Romain Grégoire (FRA) | 98.              |

| Cofidis COF | Cofidis COF            | Cofidis COF |
| ----------- | ---------------------- | ----------- |
| Num         | Ciclista               | Pos         |
| 51          | Axel Zingle (FRA)      | 12.         |
| 52          | Christophe Noppe (BEL) | 75.         |
| 53          | Alexis Renard (FRA)    | 82.         |
| 54          | Eddy Finé (FRA)        | 4.          |
| 55          | Wesley Kreder (NED)    | DNF         |
| 56          | Jelle Wallays (BEL)    | 44.         |
| 57          | Max Walscheid (GER)    | 25.         |

| Uno-X Pro Cycling Team UXT | Uno-X Pro Cycling Team UXT    | Uno-X Pro Cycling Team UXT |
| -------------------------- | ----------------------------- | -------------------------- |
| Num                        | Ciclista                      | Pos                        |
| 61                         | Alexander Kristoff (NOR)      | 12.                        |
| 62                         | Tord Gudmestad (NOR)          | DNF                        |
| 64                         | William Blume Levy (DEN)      | 81.                        |
| 65                         | Erik Nordsæter Resell (NOR)   | 24.                        |
| 66                         | Rasmus Tiller (NOR) (estrada) | 5.                         |
| 67                         | Søren Wærenskjold (NOR)       | 26.                        |

| Intermarché-Circus-Wanty ICW | Intermarché-Circus-Wanty ICW | Intermarché-Circus-Wanty ICW |
| ---------------------------- | ---------------------------- | ---------------------------- |
| Num                          | Ciclista                     | Pos                          |
| 71                           | Adrien Petit (FRA)           | 38.                          |
| 72                           | Julius Johansen (DEN)        | 67.                          |
| 73                           | Hugo Page (FRA)              | 18.                          |
| 74                           | Kevin Kuhn (SUI)             | 60.                          |
| 75                           | Gerben Kuypers (BEL)         | 50.                          |
| 76                           | Madis Mihkels (EST)          | 96.                          |
| 77                           | Baptiste Planckaert (BEL)    | 70.                          |

| TotalEnergies TEN | TotalEnergies TEN     | TotalEnergies TEN |
| ----------------- | --------------------- | ----------------- |
| Num               | Ciclista              | Pos               |
| 81                | Anthony Turgis (FRA)  | 11.               |
| 82                | Thomas Bonnet (FRA)   | 69.               |
| 83                | Jason Tesson (FRA)    | DNF               |
| 84                | Sandy Dujardin (FRA)  | DNF               |
| 85                | Lorrenzo Manzin (FRA) | DNF               |
| 86                | Geoffrey Soupe (FRA)  | 37.               |
| 87                | Mattéo Vercher (FRA)  | 103.              |

| Israel-Premier Tech IPT | Israel-Premier Tech IPT | Israel-Premier Tech IPT |
| ----------------------- | ----------------------- | ----------------------- |
| Num                     | Ciclista                | Pos                     |
| 91                      | Lahav Davidzon (ISR)    | 107.                    |
| 92                      | Giacomo Nizzolo (ITA)   | 1.                      |
| 93                      | Reto Hollenstein (SUI)  | 68.                     |
| 94                      | Jens Reynders (BEL)     | 14.                     |
| 95                      | Guy Sagiv (ISR)         | 93.                     |
| 96                      | Tom Van Asbroeck (BEL)  | 32.                     |
| 97                      | Roi Weinberg (ISR)      | 72.                     |

| Bingoal WB BWB | Bingoal WB BWB                 | Bingoal WB BWB |
| -------------- | ------------------------------ | -------------- |
| Num            | Ciclista                       | Pos            |
| 101            | Guillaume Van Keirsbulck (BEL) | 42.            |
| 102            | Luca De Meester (BEL)          | 59.            |
| 103            | Ceriel Desal (BEL)             | DNF            |
| 104            | Karl Patrick Lauk (EST)        | DNF            |
| 105            | Ludovic Robeet (BEL)           | 108.           |
| 106            | Alexander Salby (DEN)          | DNF            |
| 107            | Floris De Tier (BEL)           | 102.           |

| Burgos-BH BBH | Burgos-BH BBH        | Burgos-BH BBH |
| ------------- | -------------------- | ------------- |
| Num           | Ciclista             | Pos           |
| 111           | Cyril Barthe (FRA)   | 57.           |
| 112           | Clément Alleno (FRA) | 64.           |
| 113           | Jetse Bol (NED)      | 62.           |
| 114           | Jesús Ezquerra (ESP) | 35.           |
| 115           | Ángel Fuentes (ESP)  | 65.           |
| 116           | Eric Fagúndez (URU)  | 113.          |
| 117           | Felipe Orts (ESP)    | 115.          |

| Caja Rural-Seguros RGA CJR | Caja Rural-Seguros RGA CJR   | Caja Rural-Seguros RGA CJR |
| -------------------------- | ---------------------------- | -------------------------- |
| Num                        | Ciclista                     | Pos                        |
| 121                        | Julen Amézqueta (ESP)        | 109.                       |
| 122                        | Orluis Aular (VEN) (estrada) | DNF                        |
| 123                        | Jon Barrenetxea (ESP)        | 85.                        |
| 124                        | Mulu Hailemichael (ETH)      | 92.                        |
| 125                        | Calum Johnston (GBR)         | DNF                        |
| 126                        | Joseba López (ESP)           | 90.                        |
| 127                        | Joel Nicolau (ESP)           | 88.                        |

| Equipo Kern Pharma EKP | Equipo Kern Pharma EKP   | Equipo Kern Pharma EKP |
| ---------------------- | ------------------------ | ---------------------- |
| Num                    | Ciclista                 | Pos                    |
| 131                    | Urko Berrade (ESP)       | 54.                    |
| 132                    | Francisco Galván (ESP)   | 40.                    |
| 133                    | Pau Miquel (ESP)         | DNF                    |
| 134                    | Álex Jaime (ESP)         | 77.                    |
| 135                    | Martí Márquez (ESP)      | 73.                    |
| 136                    | Mikel Retegi (ESP)       | 106.                   |
| 137                    | Danny van der Tuuk (NED) | 48.                    |

| Euskaltel-Euskadi EUS | Euskaltel-Euskadi EUS    | Euskaltel-Euskadi EUS |
| --------------------- | ------------------------ | --------------------- |
| Num                   | Ciclista                 | Pos                   |
| 141                   | Carlos Canal (ESP)       | 86.                   |
| 142                   | Xabier Azparren (ESP)    | 110.                  |
| 143                   | Enekoitz Azparren (ESP)  | 111.                  |
| 144                   | Unai Iribar (ESP)        | DNF                   |
| 145                   | Xabier Berasategi (ESP)  | 47.                   |
| 146                   | Iker Ballarin (ESP)      | 116.                  |
| 147                   | Antonio Jesús Soto (ESP) | NP                    |

| Q36.5 Pro Cycling Team Q36 | Q36.5 Pro Cycling Team Q36 | Q36.5 Pro Cycling Team Q36 |
| -------------------------- | -------------------------- | -------------------------- |
| Num                        | Ciclista                   | Pos                        |
| 151                        | Antonio Puppio (ITA)       | 78.                        |
| 152                        | Szymon Sajnok (POL)        | DNF                        |
| 153                        | Marcel Camprubí (ESP)      | 100.                       |
| 154                        | Fabio Christen (SUI)       | 51.                        |
| 155                        | Alessandro Fedeli (ITA)    | DNF                        |
| 156                        | Kamil Małecki (POL)        | DNF                        |
| 157                        | Cyrus Monk (AUS)           | 89.                        |

| Human Powered Health HPM | Human Powered Health HPM        | Human Powered Health HPM |
| ------------------------ | ------------------------------- | ------------------------ |
| Num                      | Ciclista                        | Pos                      |
| 161                      | Chad Haga (USA)                 | 76.                      |
| 162                      | Pier-André Coté (CAN) (estrada) | 31.                      |
| 163                      | Adam de Vos (CAN)               | DNF                      |
| 164                      | Colin Joyce (USA)               | 95.                      |
| 165                      | Barnabás Peák (HUN)             | 55.                      |
| 166                      | Ben Perry (CAN)                 | 52.                      |
| 167                      | Gijs Van Hoecke (BEL)           | 66.                      |

| Team Flanders-Baloise TFB | Team Flanders-Baloise TFB | Team Flanders-Baloise TFB |
| ------------------------- | ------------------------- | ------------------------- |
| Num                       | Ciclista                  | Pos                       |
| 171                       | Aaron Van Poucke (BEL)    | 97.                       |
| 172                       | Ruben Apers (BEL)         | 39.                       |
| 173                       | Alex Colman (BEL)         | 22.                       |
| 174                       | Sander De Pestel (BEL)    | 99.                       |
| 175                       | Milan Fretin (BEL)        | 29.                       |
| 176                       | Vincent Van Hemelen (BEL) | DNF                       |
| 177                       | Ward Vanhoof (BEL)        | 63.                       |

| Bolton Equities Black Spoke Pro Cycling BEB | Bolton Equities Black Spoke Pro Cycling BEB | Bolton Equities Black Spoke Pro Cycling BEB |
| ------------------------------------------- | ------------------------------------------- | ------------------------------------------- |
| Num                                         | Ciclista                                    | Pos                                         |
| 181                                         | Ollie Jones (NZL)                           | 91.                                         |
| 182                                         | James Fouché (NZL)                          | DNF                                         |
| 183                                         | George Jackson (NZL)                        | 46.                                         |
| 184                                         | Luke Mudgway (NZL)                          | DNF                                         |
| 185                                         | Bailey O'Donnell (NZL)                      | DNF                                         |
| 186                                         | Jacob Scott (GBR)                           | 105.                                        |
| 187                                         | Paul Wright (NZL)                           | DNF                                         |

| Saint Michel-Mavic-Auber 93 AUB | Saint Michel-Mavic-Auber 93 AUB | Saint Michel-Mavic-Auber 93 AUB |
| ------------------------------- | ------------------------------- | ------------------------------- |
| Num                             | Ciclista                        | Pos                             |
| 191                             | Rudy Barbier (FRA)              | 87.                             |
| 192                             | Romain Cardis (FRA)             | 33.                             |
| 193                             | Nicolas Debeaumarché (FRA)      | 49.                             |
| 194                             | Théo Delacroix (FRA)            | 101.                            |
| 195                             | Joris Delbove (FRA)             | DNF                             |
| 196                             | Thomas Gachignard (FRA)         | 9.                              |
| 197                             | Morne van Niekerk (RSA)         | 15.                             |

| CIC U Nantes Atlantique UCN | CIC U Nantes Atlantique UCN | CIC U Nantes Atlantique UCN |
| --------------------------- | --------------------------- | --------------------------- |
| Num                         | Ciclista                    | Pos                         |
| 201                         | Pierre Barbier (FRA)        | DNF                         |
| 202                         | Léo Danès (FRA)             | 41.                         |
| 203                         | Maël Guégan (FRA)           | 17.                         |
| 204                         | Jordan Jegat (FRA)          | 83.                         |
| 205                         | Yaël Joalland (FRA)         | 61.                         |
| 206                         | Emmanuel Morin (FRA)        | 28.                         |

| Nice Métropole Côte d'Azur NMC | Nice Métropole Côte d'Azur NMC | Nice Métropole Côte d'Azur NMC |
| ------------------------------ | ------------------------------ | ------------------------------ |
| Num                            | Ciclista                       | Pos                            |
| 211                            | Julian Lino (FRA)              | 112.                           |
| 212                            | Jonathan Couanon (FRA)         | 114.                           |
| 213                            | Andrea Mifsud                  | DNF                            |
| 214                            | Damien Girard (FRA)            | 71.                            |
| 215                            | Paul Hennequin (FRA)           | DNF                            |
| 216                            | Jean-Louis Le Ny (FRA)         | 104.                           |
| 217                            | Axel Narbonne-Zuccarelli (FRA) | 74.                            |

| Arkéa-Samsic ARK | Arkéa-Samsic ARK      | Arkéa-Samsic ARK |
| ---------------- | --------------------- | ---------------- |
| Num              | Ciclista              | Pos              |
| 1                | Hugo Hofstetter (FRA) | 23.              |
| 2                | Jenthe Biermans (BEL) | DNF              |
| 3                | Kévin Ledanois (FRA)  | DNF              |
| 4                | Matis Louvel (FRA)    | 80.              |
| 5                | Daniel McLay (GBR)    | DNF              |
| 6                | Élie Gesbert (FRA)    | 27.              |
| 7                | Laurent Pichon (FRA)  | 7.               |

| Lotto Dstny LTD | Lotto Dstny LTD          | Lotto Dstny LTD |
| --------------- | ------------------------ | --------------- |
| Num             | Ciclista                 | Pos             |
| 11              | Arnaud De Lie (BEL)      | 2.              |
| 12              | Cedric Beullens (BEL)    | 94.             |
| 13              | Frederik Frison (BEL)    | 53.             |
| 14              | Jasper De Buyst (BEL)    | 79.             |
| 15              | Jarne Van De Paar (BEL)  | DNF             |
| 16              | Brent Van Moer (BEL)     | 20.             |
| 17              | Florian Vermeersch (BEL) | 8.              |

| AG2R Citroën Team ACT | AG2R Citroën Team ACT   | AG2R Citroën Team ACT |
| --------------------- | ----------------------- | --------------------- |
| Num                   | Ciclista                | Pos                   |
| 21                    | Stan Dewulf (BEL)       | 21.                   |
| 22                    | Lawrence Naesen (BEL)   | DNF                   |
| 23                    | Pierre Gautherat (FRA)  | DNF                   |
| 24                    | Oliver Naesen (BEL)     | 45.                   |
| 25                    | Antoine Raugel (FRA)    | 36.                   |
| 26                    | Bastien Tronchon (FRA)  | 56.                   |
| 27                    | Clément Venturini (FRA) | 6.                    |

| Team DSM DSM | Team DSM DSM         | Team DSM DSM |
| ------------ | -------------------- | ------------ |
| Num          | Ciclista             | Pos          |
| 32           | Pavel Bittner (CZE)  | DNF          |
| 33           | Sean Flynn (GBR)     | 34.          |
| 34           | Lorenzo Milesi (ITA) | 58.          |
| 35           | Nils Eekhoff (NED)   | 3.           |
| 36           | Leon Heinschke (GER) | DNF          |
| 37           | Tim Naberman (NED)   | DNF          |

| Groupama-FDJ GFC | Groupama-FDJ GFC      | Groupama-FDJ GFC |
| ---------------- | --------------------- | ---------------- |
| Num              | Ciclista              | Pos              |
| 41               | Samuel Watson (GBR)   | 10.              |
| 42               | Lewis Askey (GBR)     | 16.              |
| 43               | Olivier Le Gac (FRA)  | 19.              |
| 44               | Paul Penhoët (FRA)    | 84.              |
| 45               | Laurence Pithie (NZL) | 43.              |
| 46               | Bram Welten (NED)     | 30.              |
| 47               | Romain Grégoire (FRA) | 98.              |

| Cofidis COF | Cofidis COF            | Cofidis COF |
| ----------- | ---------------------- | ----------- |
| Num         | Ciclista               | Pos         |
| 51          | Axel Zingle (FRA)      | 12.         |
| 52          | Christophe Noppe (BEL) | 75.         |
| 53          | Alexis Renard (FRA)    | 82.         |
| 54          | Eddy Finé (FRA)        | 4.          |
| 55          | Wesley Kreder (NED)    | DNF         |
| 56          | Jelle Wallays (BEL)    | 44.         |
| 57          | Max Walscheid (GER)    | 25.         |

| Uno-X Pro Cycling Team UXT | Uno-X Pro Cycling Team UXT    | Uno-X Pro Cycling Team UXT |
| -------------------------- | ----------------------------- | -------------------------- |
| Num                        | Ciclista                      | Pos                        |
| 61                         | Alexander Kristoff (NOR)      | 12.                        |
| 62                         | Tord Gudmestad (NOR)          | DNF                        |
| 64                         | William Blume Levy (DEN)      | 81.                        |
| 65                         | Erik Nordsæter Resell (NOR)   | 24.                        |
| 66                         | Rasmus Tiller (NOR) (estrada) | 5.                         |
| 67                         | Søren Wærenskjold (NOR)       | 26.                        |

| Intermarché-Circus-Wanty ICW | Intermarché-Circus-Wanty ICW | Intermarché-Circus-Wanty ICW |
| ---------------------------- | ---------------------------- | ---------------------------- |
| Num                          | Ciclista                     | Pos                          |
| 71                           | Adrien Petit (FRA)           | 38.                          |
| 72                           | Julius Johansen (DEN)        | 67.                          |
| 73                           | Hugo Page (FRA)              | 18.                          |
| 74                           | Kevin Kuhn (SUI)             | 60.                          |
| 75                           | Gerben Kuypers (BEL)         | 50.                          |
| 76                           | Madis Mihkels (EST)          | 96.                          |
| 77                           | Baptiste Planckaert (BEL)    | 70.                          |

| TotalEnergies TEN | TotalEnergies TEN     | TotalEnergies TEN |
| ----------------- | --------------------- | ----------------- |
| Num               | Ciclista              | Pos               |
| 81                | Anthony Turgis (FRA)  | 11.               |
| 82                | Thomas Bonnet (FRA)   | 69.               |
| 83                | Jason Tesson (FRA)    | DNF               |
| 84                | Sandy Dujardin (FRA)  | DNF               |
| 85                | Lorrenzo Manzin (FRA) | DNF               |
| 86                | Geoffrey Soupe (FRA)  | 37.               |
| 87                | Mattéo Vercher (FRA)  | 103.              |

| Israel-Premier Tech IPT | Israel-Premier Tech IPT | Israel-Premier Tech IPT |
| ----------------------- | ----------------------- | ----------------------- |
| Num                     | Ciclista                | Pos                     |
| 91                      | Lahav Davidzon (ISR)    | 107.                    |
| 92                      | Giacomo Nizzolo (ITA)   | 1.                      |
| 93                      | Reto Hollenstein (SUI)  | 68.                     |
| 94                      | Jens Reynders (BEL)     | 14.                     |
| 95                      | Guy Sagiv (ISR)         | 93.                     |
| 96                      | Tom Van Asbroeck (BEL)  | 32.                     |
| 97                      | Roi Weinberg (ISR)      | 72.                     |

| Bingoal WB BWB | Bingoal WB BWB                 | Bingoal WB BWB |
| -------------- | ------------------------------ | -------------- |
| Num            | Ciclista                       | Pos            |
| 101            | Guillaume Van Keirsbulck (BEL) | 42.            |
| 102            | Luca De Meester (BEL)          | 59.            |
| 103            | Ceriel Desal (BEL)             | DNF            |
| 104            | Karl Patrick Lauk (EST)        | DNF            |
| 105            | Ludovic Robeet (BEL)           | 108.           |
| 106            | Alexander Salby (DEN)          | DNF            |
| 107            | Floris De Tier (BEL)           | 102.           |

| Burgos-BH BBH | Burgos-BH BBH        | Burgos-BH BBH |
| ------------- | -------------------- | ------------- |
| Num           | Ciclista             | Pos           |
| 111           | Cyril Barthe (FRA)   | 57.           |
| 112           | Clément Alleno (FRA) | 64.           |
| 113           | Jetse Bol (NED)      | 62.           |
| 114           | Jesús Ezquerra (ESP) | 35.           |
| 115           | Ángel Fuentes (ESP)  | 65.           |
| 116           | Eric Fagúndez (URU)  | 113.          |
| 117           | Felipe Orts (ESP)    | 115.          |

| Caja Rural-Seguros RGA CJR | Caja Rural-Seguros RGA CJR   | Caja Rural-Seguros RGA CJR |
| -------------------------- | ---------------------------- | -------------------------- |
| Num                        | Ciclista                     | Pos                        |
| 121                        | Julen Amézqueta (ESP)        | 109.                       |
| 122                        | Orluis Aular (VEN) (estrada) | DNF                        |
| 123                        | Jon Barrenetxea (ESP)        | 85.                        |
| 124                        | Mulu Hailemichael (ETH)      | 92.                        |
| 125                        | Calum Johnston (GBR)         | DNF                        |
| 126                        | Joseba López (ESP)           | 90.                        |
| 127                        | Joel Nicolau (ESP)           | 88.                        |

| Equipo Kern Pharma EKP | Equipo Kern Pharma EKP   | Equipo Kern Pharma EKP |
| ---------------------- | ------------------------ | ---------------------- |
| Num                    | Ciclista                 | Pos                    |
| 131                    | Urko Berrade (ESP)       | 54.                    |
| 132                    | Francisco Galván (ESP)   | 40.                    |
| 133                    | Pau Miquel (ESP)         | DNF                    |
| 134                    | Álex Jaime (ESP)         | 77.                    |
| 135                    | Martí Márquez (ESP)      | 73.                    |
| 136                    | Mikel Retegi (ESP)       | 106.                   |
| 137                    | Danny van der Tuuk (NED) | 48.                    |

| Euskaltel-Euskadi EUS | Euskaltel-Euskadi EUS    | Euskaltel-Euskadi EUS |
| --------------------- | ------------------------ | --------------------- |
| Num                   | Ciclista                 | Pos                   |
| 141                   | Carlos Canal (ESP)       | 86.                   |
| 142                   | Xabier Azparren (ESP)    | 110.                  |
| 143                   | Enekoitz Azparren (ESP)  | 111.                  |
| 144                   | Unai Iribar (ESP)        | DNF                   |
| 145                   | Xabier Berasategi (ESP)  | 47.                   |
| 146                   | Iker Ballarin (ESP)      | 116.                  |
| 147                   | Antonio Jesús Soto (ESP) | NP                    |

| Q36.5 Pro Cycling Team Q36 | Q36.5 Pro Cycling Team Q36 | Q36.5 Pro Cycling Team Q36 |
| -------------------------- | -------------------------- | -------------------------- |
| Num                        | Ciclista                   | Pos                        |
| 151                        | Antonio Puppio (ITA)       | 78.                        |
| 152                        | Szymon Sajnok (POL)        | DNF                        |
| 153                        | Marcel Camprubí (ESP)      | 100.                       |
| 154                        | Fabio Christen (SUI)       | 51.                        |
| 155                        | Alessandro Fedeli (ITA)    | DNF                        |
| 156                        | Kamil Małecki (POL)        | DNF                        |
| 157                        | Cyrus Monk (AUS)           | 89.                        |

| Human Powered Health HPM | Human Powered Health HPM        | Human Powered Health HPM |
| ------------------------ | ------------------------------- | ------------------------ |
| Num                      | Ciclista                        | Pos                      |
| 161                      | Chad Haga (USA)                 | 76.                      |
| 162                      | Pier-André Coté (CAN) (estrada) | 31.                      |
| 163                      | Adam de Vos (CAN)               | DNF                      |
| 164                      | Colin Joyce (USA)               | 95.                      |
| 165                      | Barnabás Peák (HUN)             | 55.                      |
| 166                      | Ben Perry (CAN)                 | 52.                      |
| 167                      | Gijs Van Hoecke (BEL)           | 66.                      |

| Team Flanders-Baloise TFB | Team Flanders-Baloise TFB | Team Flanders-Baloise TFB |
| ------------------------- | ------------------------- | ------------------------- |
| Num                       | Ciclista                  | Pos                       |
| 171                       | Aaron Van Poucke (BEL)    | 97.                       |
| 172                       | Ruben Apers (BEL)         | 39.                       |
| 173                       | Alex Colman (BEL)         | 22.                       |
| 174                       | Sander De Pestel (BEL)    | 99.                       |
| 175                       | Milan Fretin (BEL)        | 29.                       |
| 176                       | Vincent Van Hemelen (BEL) | DNF                       |
| 177                       | Ward Vanhoof (BEL)        | 63.                       |

| Bolton Equities Black Spoke Pro Cycling BEB | Bolton Equities Black Spoke Pro Cycling BEB | Bolton Equities Black Spoke Pro Cycling BEB |
| ------------------------------------------- | ------------------------------------------- | ------------------------------------------- |
| Num                                         | Ciclista                                    | Pos                                         |
| 181                                         | Ollie Jones (NZL)                           | 91.                                         |
| 182                                         | James Fouché (NZL)                          | DNF                                         |
| 183                                         | George Jackson (NZL)                        | 46.                                         |
| 184                                         | Luke Mudgway (NZL)                          | DNF                                         |
| 185                                         | Bailey O'Donnell (NZL)                      | DNF                                         |
| 186                                         | Jacob Scott (GBR)                           | 105.                                        |
| 187                                         | Paul Wright (NZL)                           | DNF                                         |

| Saint Michel-Mavic-Auber 93 AUB | Saint Michel-Mavic-Auber 93 AUB | Saint Michel-Mavic-Auber 93 AUB |
| ------------------------------- | ------------------------------- | ------------------------------- |
| Num                             | Ciclista                        | Pos                             |
| 191                             | Rudy Barbier (FRA)              | 87.                             |
| 192                             | Romain Cardis (FRA)             | 33.                             |
| 193                             | Nicolas Debeaumarché (FRA)      | 49.                             |
| 194                             | Théo Delacroix (FRA)            | 101.                            |
| 195                             | Joris Delbove (FRA)             | DNF                             |
| 196                             | Thomas Gachignard (FRA)         | 9.                              |
| 197                             | Morne van Niekerk (RSA)         | 15.                             |

| CIC U Nantes Atlantique UCN | CIC U Nantes Atlantique UCN | CIC U Nantes Atlantique UCN |
| --------------------------- | --------------------------- | --------------------------- |
| Num                         | Ciclista                    | Pos                         |
| 201                         | Pierre Barbier (FRA)        | DNF                         |
| 202                         | Léo Danès (FRA)             | 41.                         |
| 203                         | Maël Guégan (FRA)           | 17.                         |
| 204                         | Jordan Jegat (FRA)          | 83.                         |
| 205                         | Yaël Joalland (FRA)         | 61.                         |
| 206                         | Emmanuel Morin (FRA)        | 28.                         |

| Nice Métropole Côte d'Azur NMC | Nice Métropole Côte d'Azur NMC | Nice Métropole Côte d'Azur NMC |
| ------------------------------ | ------------------------------ | ------------------------------ |
| Num                            | Ciclista                       | Pos                            |
| 211                            | Julian Lino (FRA)              | 112.                           |
| 212                            | Jonathan Couanon (FRA)         | 114.                           |
| 213                            | Andrea Mifsud                  | DNF                            |
| 214                            | Damien Girard (FRA)            | 71.                            |
| 215                            | Paul Hennequin (FRA)           | DNF                            |
| 216                            | Jean-Louis Le Ny (FRA)         | 104.                           |
| 217                            | Axel Narbonne-Zuccarelli (FRA) | 74.                            |

Convenções:
- AB: Abandono
- FLT: Retiro por chegada fora do limite de tempo
- NTS: Não tomou a saída
- DES: Desclassificado ou expulsado

## UCI World Ranking
A Tro Bro Leon outorgou pontos para o UCI World Ranking para corredores das equipas nas categorias UCI WorldTeam, UCI ProTeam e Continental. As seguintes tabelas são o barómetro de pontuação e os dez corredores que obtiveram mais pontos:
| Posição             | 1.º | 2.º | 3.º | 4.º | 5.º | 6.º | 7.º | 8.º | 9.º | 10.º | 11.º | 12.º | 13.º | 14.º | 15.º | 16.º-30.º | 31.º-40.º |
| Classificação geral | 200 | 150 | 125 | 100 | 85  | 70  | 60  | 50  | 40  | 35   | 30   | 25   | 20   | 15   | 10   | 5         | 3         |

| Classificação |                    |                            |       |
| Posição       | Ciclista           | Equipa                     | Geral |
| ------------- | ------------------ | -------------------------- | ----- |
| 1.º           | Giacomo Nizzolo    | Israel-Premier Tech        | 200   |
| 2.º           | Arnaud De Lie      | Lotto Dstny                | 150   |
| 3.º           | Nils Eekhoff       | DSM                        | 125   |
| 4.º           | Eddy Finé          | Cofidis                    | 100   |
| 5.º           | Rasmus Tiller      | Uno-X                      | 85    |
| 6.º           | Clément Venturini  | AG2R Citroën               | 70    |
| 7.º           | Laurent Pichon     | Arkéa Samsic               | 60    |
| 8.º           | Florian Vermeersch | Lotto Dstny                | 50    |
| 9.º           | Thomas Gachignard  | Saint Michel-Mavic-Auber93 | 40    |
| 10.º          | Samuel Watson      | Groupama-FDJ               | 35    |